# Бумажки
«Бумажки» — российский анимационный сериал, созданный анимационной студией «Паровоз».
Премьера «Бумажек» состоялась 21 марта 2015 года в кинотеатрах России в рамках проекта «Мульт в кино». Транслировался на телеканалах «Мульт» и «Карусель». Показ завершился 15 июля 2016 года. В декабре 2015 года в магазинах мобильных приложений App Store и Google Play вышла игра по мотивам мультсериала.

## Сюжет
Мультфильм повествует о приключениях двух неразлучных друзей — мудрого лося Аристотеля (Ари) и хитрого дятла Тюк-Тюка (Тюк), которые живут в бумажном мире. Каждая серия — адаптированная для детей детективная история, развязка которой заключена в канцелярском или бумажном предмете, и для выхода из ситуации главные герои создают «бумажную» конструкцию (например, кораблик).
Персонажи сериала живут в бумажной местности, на которой расположены дом Аристотеля и Тюк-Тюка, Бумажные горы и Бумажное озеро. Каждый из героев имеет свою особенность. Например, персонаж Котозаяц может перевоплощаться из зайца в кота и обратно, меняя не только внешний вид, но и повадки.
В конце каждой серии создатели демонстрируют, как сделать «бумажную» вещь или персонажа из сюжета с помощью ножниц, бумаги и клея.

## Персонажи

### Главные герои
- Аристотель — бумажный лось-философ. Начитан и рассудителен, неловок и неспешен. В часы раздумий играет на контрабасе. Вместе с Тюком они помогают своим соседям по лесу, а также путешествуют по миру.
- Тюк-тюк — дятел, лучший друг и компаньон Аристотеля. Фантазёр, музыкален, имеет врождённое чувство ритма.

Второстепенные герои
- Котозаяц — питомец Аристотеля и Тюк-тюка. Особенность данного персонажа в том, что его вид не постоянный. Он может выглядеть и как заяц, и как кот. Друг Аристотеля и Тюк-тюка.
- Сойка Аглая — антропоморфная сойка. Имеет талант к пению. У неё имеются 4 птенчика. Подружка Аристотеля и Тюк-тюка.
- Крокодил — антропоморфный крокодил. Он часто плачет, так как больше ничего не умеет, но он с радостью может прекратить плакать. Друг Аристотеля и Тюк-тюка.
- Там-там — бумафриканский бумажный лось. Вождь аборигенов Бумафрики. Друг Аристотеля и Тюк-тюка.
- Мумба — бумафриканский бумажный дятел. Один из аборигенов Бумафрики. Друг Аристотеля и Тюк-тюка.
- Пришелец — антропоморфный инопланетянин. Один из жителей планеты Фольгундии. Друг Аристотеля и Тюк-тюка.

Всех персонажей озвучивал Андрей Рожков.

## Съёмочная группа
- Режиссёры: Алексей Миронов, Дмитрий Лазарев, Артур Толстобров, Кирилл Кравченко, Владислав Байрамгулов, Николай Козлов
- Авторы сценария: Евгений Головин, Вадим Воля, Мария Парфёнова, Олег Козырев, Леонид Каганов, Светлана Малашина, Антон Ланшаков, Данила Пятков, Антон Звездин
- Композиторы: Сергей Боголюбский, Дарья Ставрович
- Художник-постановщик: Ануш Микаелян

## Создание
Идею создания «бумажного» мультфильма Евгений Головин и Вадим Воля вынашивали год. Первоначально они рассчитывали сделать главными персонажами ёжика и лисёнка. Но решение было изменено в пользу лося и дятла, так как они, по выражению создателей, «забытые анимацией животные». В процессе проработки концепции мультсериала была заложена идея контакта с телезрителем, когда тому нужно создать какой-нибудь предмет самостоятельно. По этой причине слоган мультфильма звучит как «Отложите ваши гаджеты!». Типы личностей героев взяты с характеров создателей: прототипом меланхоличного лося Ари стал Вадим, а прототип дятла Тюк-Тюка — неутомимый Евгений.
Предлагаемое зрителям создание бумажного предмета призвано привлечь не только детей, но и родителей. Сборка предмета ориентирована в том числе на мелкую моторику, соответственно на развитие его речи, умственных способностей и улучшение памяти. Авторы отмечают, что при создании они опираются на художественные традиции отечественной мультипликации, когда придумываются свои герои со своей историей и драматургией, которые не похожи на западный продукт. По словам создателей, во время размышлений над сценарием и идеей, им стало понятно, что нужны два бумажных персонажа, которые должны быть интересными и небанальными. При этом «было ощущение», что один должен быть начитанным, а другой — экспрессивным. Таким образом были созданы Лось и Дятел, у которых нелепость их фигур отражает нелепость их характеров. В дальнейшем была разработана литературная канва, где было принято решение остановить выбор на детективном сюжете. Как следствие, сами собой возникли прототипы Шерлок Холмс и Доктор Ватсон.

## Список эпизодов
| №  | Название                   | Дата выхода на ТВ |
| -- | -------------------------- | ----------------- |
| 1  | Заяц или кот?              | 21 марта 2015     |
| 2  | С Днём Рождения, Птенчики! | 28 марта 2015     |
| 3  | Игрушка для Зюйд-Веста     | 4 апреля 2015     |
| 4  | Лучший изобретатель        | 11 апреля 2015    |
| 5  | На высоте                  | 18 апреля 2015    |
| 6  | Букет для королевы         | 25 апреля 2015    |
| 7  | Под крышей дома            | 2 мая 2015        |
| 8  | Королева хочет домой       | 9 мая 2015        |
| 9  | Пикник в обеденное время   | 16 мая 2015       |
| 10 | Пришелец с Фольгундии      | 23 мая 2015       |
| 11 | Полезное насекомое         | 30 мая 2015       |
| 12 | Снова праздник!            | 6 июня 2015       |
| 13 | Подвиг капитана Тюка       | 13 июня 2015      |
| 14 | Новый сосед                | 20 июня 2015      |
| 15 | Живые цветы                | 27 июня 2015      |
| 16 | Знакомый незнакомец        | 4 июля 2015       |
| 17 | За бумажным морем          | 11 июля 2015      |
| 18 | Приходите на концерт!      | 18 июля 2015      |
| 19 | Розовая клумба             | 25 июля 2015      |
| 20 | Звёздная ночь              | 1 августа 2015    |
| 21 | А был ли птенчик?          | 8 августа 2015    |
| 22 | Крокодиловые слёзы         | 15 августа 2015   |
| 23 | Удачный кадр               | 22 августа 2015   |
| 24 | Сокровища бумажной пещеры  | 29 августа 2015   |
| 25 | Серенький Волчок           | 5 сентября 2015   |
| 26 | Перевёрнутая история       | 12 сентября 2015  |
| 27 | Дом с привидениями         | 19 сентября 2015  |
| 28 | Бумажное солнце            | 26 сентября 2015  |
| 29 | Бумажный концерт           | 3 октября 2015    |
| 30 | Загадочное письмо          | 10 октября 2015   |
| 31 | Птица удачи                | 17 октября 2015   |
| 32 | Таинственный остров        | 24 октября 2015   |
| 33 | Радужное озеро             | 31 октября 2015   |
| 34 | Зимой и летом              | 7 ноября 2015     |
| 35 | Куриная память             | 14 ноября 2015    |
| 36 | По ту сторону Земли        | 21 ноября 2015    |
| 37 | Откуда дует ветер?         | 28 ноября 2015    |
| 38 | На всякий бумажный случай  | 5 декабря 2015    |
| 39 | Путешествие в Бумпариж     | 12 декабря 2015   |

| №  | Название                   | Дата выхода на ТВ |
| -- | -------------------------- | ----------------- |
| 40 | Грибы или ботинки?         | 19 января 2016    |
| 41 | Как стать звездой?         | 26 января 2016    |
| 42 | Бумажные желания           | 2 февраля 2016    |
| 43 | На вкус и цвет             | 9 февраля 2016    |
| 44 | Невидимка                  | 16 февраля 2016   |
| 45 | Землетрясение              | 23 февраля 2016   |
| 46 | Рекордсмены                | 1 марта 2016      |
| 47 | Гостелюбивое растение      | 8 марта 2016      |
| 48 | Вечеринка удалась!         | 15 марта 2016     |
| 49 | Бумажные слёзы             | 22 марта 2016     |
| 50 | О чём молчит Рыбка?        | 29 марта 2016     |
| 51 | Чудеса дрессировки         | 5 апреля 2016     |
| 52 | Тише едешь — дальше будешь | 12 апреля 2016    |
| 53 | Лютики-цветочки            | 19 апреля 2016    |
| 54 | Няньки                     | 26 апреля 2016    |
| 55 | Бумажная приманка          | 3 мая 2016        |
| 56 | Полная Луна                | 10 мая 2016       |
| 57 | Робот                      | 17 мая 2016       |
| 58 | Новогодняя история         | 24 мая 2016       |
| 59 | Весёлый учитель            | 31 мая 2016       |
| 60 | Небумажное настроение      | 7 июня 2016       |
| 61 | Запасы на зиму             | 14 июня 2016      |
| 62 | Блестящая операция         | 21 июня 2016      |
| 63 | Будь здоров, Дятел!        | 28 июня 2016      |
| 64 | Зимний цвет                | 1 июля 2016       |
| 65 | Бумажный детектив          | 2 июля 2016       |
| 66 | Когда не хватает лап       | 4 июля 2016       |
| 67 | Снег идёт!                 | 5 июля 2016       |
| 68 | Сюрприз                    | 6 июля 2016       |
| 69 | Маленький океан            | 8 июля 2016       |
| 70 | Ночные наблюдения          | 9 июля 2016       |
| 71 | Рыцарь Тюк                 | 10 июля 2016      |
| 72 | Бумажная бодрость          | 12 июля 2016      |
| 73 | Средство от бессонницы     | 14 июля 2016      |
| 74 | Красный, жёлтый, зелёный   | 18 июля 2016      |
| 75 | Грушевый компот            | 19 июля 2016      |
| 76 | Путешествие в Бумарктику   | 21 июля 2016      |
| 77 | SOS!                       | 22 июля 2016      |
| 78 | 1000 и 1 икринка           | 24 июля 2016      |

## Фестивали и награды
- 2016 год — 9-й Международный анимационный фестиваль Xiamen International Animation Festival (Китай), на котором объявили победителей престижной премии в области мультипликации Cyber Sousa. Российский мультсериал «Бумажки» стал лауреатом в номинации «Лучший иностранный анимационный сериал» и единственным обладателем этой награды из нашей страны. Жюри отметило не только оригинальность идеи мультсериала «Бумажки», но и его образовательный аспект.[7][8]
- 2016 год — II Национальная анимационная премия «Икар» Номинация «Сериал»[источник не указан 207 дней]
- 2016 год — 21-й Открытый Российский Фестиваль анимационного кино в Суздале: участие в конкурсе сериалов.[9]
- 2016 год — Международный Фестиваль Анимации в Анси (Франция): в конкурсную программу отобран эпизод «Королева хочет домой» из сериала «Бумажки».[10]
- 2017 год — III Национальная анимационная премия «Икар» Номинация «Эпизод» (серия «Запасы на зиму», режиссёр Дмитрий Лазарев)[источник не указан 207 дней]
- 2017 год — III Национальная анимационная премия «Икар» Номинация «Актер» (Андрей Рожков за озвучивание мультсериала «Бумажки»)[источник не указан 207 дней]
- 2017 год — Hsin- Yi Children’s Animation Awards Номинирован в категории International Division[источник не указан 207 дней]
- 2017 год — 10th Xiamen International Animation Festival Номинирован в категории «Лучший иностранный анимационный сериал»[источник не указан 207 дней]